# Святухин, Василий Владимирович
Василий Владимирович Святухин (1910—1978) — советский промышленный и государственный деятель.

## Биография
Родился в 1910 году в Москве в семье Владимира Михайловича Святухина — русского врача-хирурга и учёного. Семья часто меняла место жительства из-за специфики работы отца. В период проживания семьи в Нижнем Новгороде, Василий в 1928 году окончил школу и поступил на химический факультет Нижегородского государственного университета.
Пройдя преддипломную практику в Московском институте ГИПРОХИМ, в 1932 году он окончил вуз и с этого же года работал на Чернореченском химическом заводе в городе Дзержинске Нижегородской области. В 1933 году Василия Святухина назначили заместителем начальника отдела опытных установок, в 1933—1935 годах он в производстве аммиачной селитры занимался отработкой аппарата нейтрализации азотной кислоты аммиаком, в 1938 году был назначен начальником опытного цеха мочевины.
В 1944 году В. В. Святухина призвали на службу в Красную в армию — участвовал в Великой Отечественной войне, был командиром отдельного инженерного полка особого назначения. Стал членом ВКП(б)/КПСС. После демобилизации вернулся на Чернореченский химзавод и был назначен начальником цеха синтетических корундов — работал над технологией получения драгоценных искусственных камней.
В середине 1950-х годов Святухину предложили организовать и возглавить филиал Института азотной промышленности (ГИАП) в городе Днепродзержинске Украинской ССР. Приняв предложение, стал первым его директором, а когда организационный период института был завершен, стал главным инженером. Под его руководством была разработана прогрессивная схема получения азотной кислоты. До конца жизни жил и работал в Днепродзержинске.
Умер 4 апреля 1978 года в городе Днепродзержинске, ныне Каменское Днепропетровской области Украины.
В мае 2007 года на здании ныне Украинского государственного института азотной промышленности в Днепродзержинске была торжественно открыта мемориальная доска в честь Василия Владимировича Святухина.

## Награды
- За разработку и промышленное освоение новой технологии производства синтетической мочевины был удостоен в составе коллектива Сталинской премии 1946 года.
- За создание аппаратуры и технологии производства рубинов был удостоен в составе коллектива Сталинской премии 1950 года.
- За научно-техническую разработку и внедрение в народное хозяйство энерготехнологического агрегата производства азотной кислоты под давлением 7,3 атм с газотурбинным приводом компрессора и каталитической очисткой выхлопных газов от окислов азота был удостоен в составе коллектива Государственной премии СССР в области техники 1969 года.
- Также награждён двумя орденами Отечественной войны I степени (1945, 1975) и медалями.